# تشاونسي فيتش كليفلاند
تشاونسي فيتش كليفلاند هو محامي وسياسي أمريكي، ولد في 16 فبراير 1799 في كانتربوري في الولايات المتحدة، وتوفي في 6 يونيو 1887 في هامبتون في الولايات المتحدة. نشط حزبياً في الحزب الجمهوري والحزب الديمقراطي. وقد انتخب عضو مجلس نواب كونيتيكت ‏ وانتخب حاكم كونيتيكت ‏ وانتخب عضو مجلس النواب الأمريكي ‏.